# SIC Racing Team
Het SIC Racing Team is een Maleisisch motorsportteam dat binnen het wereldkampioenschap wegrace uitkomt in de MotoGP-, Moto2- en Moto3-klassen. Het hoofddoel van het team is om Maleisische motorcoureurs voor te bereiden op de rest van hun carrière.

## Geschiedenis
Het SIC Racing Team debuteerde in 2014 in het wereldkampioenschap wegrace, waarin het enkel deelnam aan de Moto2-klasse onder de naam Caterham Moto2. Met Johann Zarco en Josh Herrin (later vervangen door Ratthapark Wilairot) als coureurs behaalde het team vier podiumplaatsen en een pole position, allemaal gehaald door Zarco. Het team eindigde in het constructeurskampioenschap op de derde plaats achter Kalex en Suter.
In 2015 werd het team overgenomen door het Sepang International Circuit en stapte het over naar de Moto3-categorie, waarin het op een KTM reed met Jakub Kornfeil en Zulfahmi Khairuddin als coureurs. Kornfeil behaalde twee podiumplaatsen voor het team en werd twaalfde, terwijl Khairuddin met een vijfde plaats als beste klassering op de 23e plaats eindigde.
In 2016 werd Khairuddin vervangen door de debuterende Adam Norrodin. Kornfeil stond eenmaal op het podium en werd achtste, terwijl Norrodin driemaal punten scoorde en 28e werd in de eindstand. In 2017 werd Kornfeil vervangen door de debuterende FIM MotoGP Rookies Cup-kampioen Ayumu Sasaki. Norrodin behaalde een achtste plaats als beste resultaat en werd zeventiende in het kampioenschap, terwijl Sasaki met een zevende plek als beste klassering twintigste werd. Daarnaast zette het team voor het eerst een wildcardcoureur in tijdens hun thuisrace in Maleisië in de persoon van Kasma Daniel Kasmayudin.
In 2018 bleef SIC actief in de Moto3 en breidde het uit naar de Moto2, in een samenwerking tussen het Sepang International Circuit en Petronas. Oorspronkelijk zou het in deze klasse rijden met Hafizh Syahrin als coureur, maar nadat deze op het laatste moment werd opgeroepen als vervanger van de zieke Jonas Folger in de MotoGP, werd gekozen voor Zulfahmi Khairuddin. Na vier races koos hij er echter voor om zich meer bezig te houden achter de schermen bij het team en werd hij vervangen door Niki Tuuli, die één punt behaalde en zo 32e werd in het klassement. In de Moto3 reed het team opnieuw met Norrodin en Sasaki, alhoewel de eerste coureur tijdens de laatste race werd vervangen door Izam Ikmal vanwege een blessure. Sasaki en Norrodin werden respectievelijk met een vijfde en een zevende plaats als beste resultaat als twintigste en 21e in het kampioenschap.
In 2019 breidt het team uit naar de MotoGP als vervanger van het Ángel Nieto Team. Zij werden door Yamaha ingezet als satellietteam van de fabrikant, nadat het voormalige satellietteam Tech 3 overstapte naar KTM-motoren. Het team komt uit met Fabio Quartararo en Franco Morbidelli als coureurs. In de Moto2 rijdt het team met Khairul Idham Pawi en in de Moto3 wordt Norrodin vervangen door John McPhee.